# Cirkelredenering van Descartes
De cirkelredenering van Descartes is een veronderstelde redenering van René Descartes die volgens een aantal commentatoren circulair is. Het gaat er dan om dat Descartes in zijn werk Meditaties aanvoert dat het criterium om iets zeker te weten bestaat uit de mogelijkheid om het "op een heldere en onderscheiden manier" (claire et distincte) gewaar te worden (Vijfde meditatie, AT VII, 69). Daarbij is iets helder als het aanwezig en toegankelijk is voor de aandachtige geest en onderscheiden als het helder is en bovendien niets onhelders bevat.
Descartes wil zo kritisch mogelijk nagaan of er zekere kennis mogelijk is en onderzoekt wat hij als uitgangspunt kan nemen in het hypothetische geval dat er een bepaalde "kwade geest" (genius aliquis malignus) (Eerste meditatie, AT VII, 22) bestaat, die er steeds voor kan zorgen dat hij zich vergist.
In de vijfde meditatie heeft Descartes inmiddels bewezen dat God volmaakt is en hem dus krachtens zijn waarachtigheid niet bedriegt. Als Gods volmaaktheid nog niet duidelijk is en de hypothese van een kwade geest dus overeind blijft, kan er geen zeker beginpunt worden gevonden zonder een beroep te doen op Gods volmaaktheid. Descartes stelt dat hij een aangeboren notie van God heeft (Derde meditatie, AT VII, 51), waarbij hij onder notie (idea) datgene verstaat wat direct door de geest wordt waargenomen (AT VII, 181), zodat het hier om een heldere en onderscheiden waarneming moet gaan. Als hij een beroep op Gods volmaaktheid doet om deze directe waarneming te onderbouwen, ontstaat de cirkel. Dat geeft Antoine Arnauld, de bekendste commentator in dit verband, dan ook aan:
Unicus mihi restat scrupulus, quomodo circulus ab eo non committatur, dum ait, non aliter nobis constare, quae a nobis clare & distincte percipiuntur, vera esse, quam quia Deus est. (AT VII, 214)
Er resteert voor mij een zorg: hoe een cirkelredenering door hem [Descartes] wordt vermeden als hij zegt dat op geen andere wijze voor ons zeker is dat die zaken die door ons helder en onderscheiden worden waargenomen waar zijn, dan vanwege het feit dat God bestaat.
Hierop antwoordt Descartes dat er een onderscheid moet worden gemaakt tussen datgene wat men helder waarneemt en datgene wat men zich herinnert als zodanig te hebben waargenomen. Om iets als zodanig te hebben waargenomen, is een beroep op God niet nodig; dat is alleen het geval als het erom gaat, zich het inzicht te kunnen herinneren. Hiertoe onderscheidt hij enerzijds intuïtie (onmiddellijk inzicht) en anderzijds deductie (het afleiden van een conclusie uit premissen). Alleen in het laatste geval gaat het om een geleidelijke ontwikkeling en is een beroep op God noodzakelijk.
Descartes merkt in dit verband op dat Ik denk, dus ik ben dan ook een intuïtie is en geen redenering; hij gebruikt daartoe in dit geval de formulering ego cogito, ergo sum, sive existo (ik denk, dus ik ben, ofwel besta) (AT VII, 100). Descartes verwijst naar de vijfde meditatie, waar hij dit onderscheid aangeeft (AT VII, 69/70). Men kan zich echter nog afvragen of dit wel voldoende is. In de vierde meditatie zegt hij namelijk:
Omnis clara & distincta perceptio proculdubio est aliquid, ac proinde a nihilo esse non potest, sed necessario Deum authorem habet [...].
Iedere heldere en onderscheiden waarneming is zonder twijfel iets en kan daarom niet uit niets komen, maar heeft noodzakelijkerwijs God als schepper.
Dit lijkt alle kennis te betreffen: de basis van alle waarnemingen is immers aan de orde. Het is dus de vraag of Descartes aan deze bezwaren ontkomt.

## Werk
- René Descartes (1964): Meditationes de prima philosophia, in qua Dei existentia et animae immortalitas demonstratur, Oeuvres de Descartes, deel 7. Ed. C. Adam en P. Tannery, Librairie Philosophique J. Vrin, (19964). Dit deel bevat Descartes' werk, de commentaren en Descartes' reactie daarop. Oorspronkelijke uitgave in 1641 bij Michel Soly in Parijs